# Suitland (metropolitana di Washington)
Suitland è una stazione della metropolitana di Washington, situata sulla linea verde. Si trova a Suitland, in Maryland.
È stata inaugurata il 13 gennaio 2001, contestualmente all'apertura del tratto Anacostia-Branch Avenue.
La stazione è dotata di un parcheggio da 1890 posti, ed è servita da autobus dei sistemi Metrobus (anch'esso gestito dalla WMATA) e TheBus, e da autobus della Maryland Transit Administration.